# Vliegveld Numansdorp
Vliegveld Numansdorp is een Nederlands privé-vliegveld in Numansdorp, net ten noorden van de buurtschap Middelsluis, Zuid-Holland, aan de Lange Biesakkersweg 3.

## Geschiedenis
Het is onbekend wanneer het vliegveld precies is opgericht, maar wat wel bekend is, is dat er in de 20e eeuw veel gebruik van het vliegveld is gemaakt. Het werd voornamelijk voor agrarische doeleinden gebruikt. 
Eind 2011 maakte de provincie Zuid-Holland officieel bekend dat het, toen nog onbekende startbaantje, vanaf nu een vliegveld genoemd mocht worden. Dit betekent dat er vanaf dat moment 120 vluchten per jaar gemaakt mogen worden. 

## Exploitant
Het vliegveldje is eigendom van J.A.P. Bogaerds.

## Trivia
- Het vliegveldje werd in 2011 gebruikt om Lex Immers, een profvoetballer met hoogtevrees, uit te dagen. Hij moest samen met Harry Vermeegen vanaf Numansdorp naar Stadion Feyenoord vliegen in een BO-105.[2]
- Het vliegveldje is de thuishaven van paragliding-club Sky Rebels.